# 덕흥사

덕흥재실

덕릉재실(德陵齋室)은 조선 제14대 임금인 선조의 조모와 부모 및 백형 내외 분의 불천지위 6위를 모시는 묘당(廟堂)이다.
불천지위 6위는 창빈 안씨(중종의 후궁이자 선조의 조모), 덕흥대원군(선조의 사친), 하동부대부인 정씨(선조의 사친), 하원군 의헌공 이정(선조의 백형), 남양군부인 홍씨(하원군 정배), 신안군부인 이씨(하원군 계배) 여섯 분이다.
덕릉재실은 정확히 언제 창건되었는지는 알 수 없으나 원래 수락산방(水落山房)이라고 해서 대원군묘를 관리하던 관원(령, 참봉)이 있던 곳이었다. 대한제국 순종황제의 어필로 수락산방(水落山房)이라는 편액이 있었다고 한다.
수락산방보다는 덕릉재실로 더 많이 불리며, 덕릉재실을 덕흥사(德興祠)라고도 불린다. 1950년 대 도정궁 및 덕흥궁이 화마 및 도시개발로 없어지면서 덕흥궁에 있던 불천지위 6위를 모시면서 덕흥사(德興祠)라고 불리게 되었다.
덕릉재실은 정면 6칸 측면 3칸의 "ㄱ"자 가옥으로 '덕흥사(德興祠)’라는 편액이 붙어 있다. 경기도 남양주시 별내동 339번지 덕릉마을 내에 위치해 있다.
덕릉재실 후좌우로 덕흥대원군묘(德興大院君墓)와 역대 도정궁 사손묘(嗣孫墓) 및 대원군 원찰인 흥국사(興國寺)가 자리 잡고 있다.

## 같이 보기
- 창빈 안씨
- 덕흥대원군
- 하동부대부인
- 하원군
- 도정궁
- 도정궁 경원당
- 덕흥궁
- 창빈안씨묘역
- 덕흥대원군묘
- 원찰 흥국사

## 관련 자료
- 덕흥궁-전주리씨덕흥대원군파